# Kościół św. Katarzyny we Wrocławiu
Kościół świętej Katarzyny – dawna świątynia Dominikanek znajdująca się na Starym Mieście we Wrocławiu.
Świątynia została ufundowana w 1296 roku, w obecnej formie została wybudowana w latach 1314-1378, przebudowana od strony zachodniej w XVIII wieku, częściowo została zniszczona w 1945 roku. Obecnie po częściowej przebudowie około 1462 roku jest to budowla dwukondygnacyjna. Kondygnacja górna została wzniesiona na planie prostokąta i posiada cztery przęsła, nakrywa ją sklepienie krzyżowo-żebrowe, kondygnacja dolna posiada dwie nawy i siedem przęseł.
Dopiero w latach 70. XX wieku została rozpoczęta odbudowa. Obecnie świątynia nie pełni już funkcji religijnych. Znajdują się w niej lokale gastronomiczne, biura i kluby muzyczne.